# Galina Sankó
Galina Zakhàrovna Sankó (rus: Галина Захаровна Санько coneguda també com a Galina Sankova o Galina Sankowa, (1904-1981) fou una fotògrafa soviètica que va treballar com a reportera gràfica i fou una de les cinc dones que van treballar com a fotògrafes de guerra durant la Segona Guerra Mundial. Està al nivell d'altres famosos noms del fotoperiodisme de l'època, com ara Robert Capa, David Seymour, Margaret Bourke-White, Dmitri Baltermants, Mikhaïl Trakhman, Max Alpert, Arkadi Xàikhet o Borís Kudoiàrov.

## Biografia
Galina Zakhàrovna Sankó va néixer el 1904 i de petita havia quedat impressionada amb les fotografies de les reporteres en revistes com Espurna (rus: Огонёк) i Projector (rus: Прожектор). Va fer cursos de fotografia per obtenir una comprensió bàsica de les tècniques i després va treballar com a ajudant de laboratori al departament editorial del diari Transport per aigua (rus: Водный транспорт). A principis de 1930, s'havia convertit en una fotògrafa professional i sol·licità participar en una expedició àrtica. Ella va anar amb el trencaglaç Krassin a la península de Kamtxatka i les Illes del Comandant i va passar l'hivern a l'Illa Wrangell fent fotografies de la zona i visitant el monument a Vitus Bering a l'illa de Bering. Sankó també va fotografiar un viatge a l'Extrem Orient, però va trobar la seva veritable vocació en el fotoperiodisme durant la Segona Guerra Mundial.
Després de la persecució del seu marit el 1938, Sankó va dedicar la seva vida a la fotografia. Quan va esclatar la guerra, va demanar si podia anar al front com a corresponsal de guerra Al principi, Sankó es va formar com a infermera i després va estudiar conducció i mecànica d'automoció. Embenava els ferits, i una vegada que hagué demostrat la seva aptitud per a la batalla se li va permetre ser una de les cinc dones que van servir com a fotògrafs de guerra. Ella va treballar per a la revista Il·lustració del front(rus: Фронтовая иллюстрация) i va fer fotografies de les batalles a Kursk, Moscou i Stalingrad, fent fotografies a Briansk i la Campanya del Don prop de Stallingrad. El 1944, durant l'ofensiva del nord, va fer fotografies del setge de Leningrad. A prop del final de la guerra, va fer fotografies dels combats contra el Japó. Va resultar greument ferida dues vegades durant la guerra. A la pel·lícula Mel silvestre (rus: Дикий мед) (1967) basada en la novel·la de Leonid Pervomaiski, hi ha una escena basada en un cas de la vida real en què Sankó va escapar en l'últim moment de l'impacte d'un projectil llançat per un tanc alemany.
Al final de la guerra, Sanko va treballar per a la revista Espurna (rus: Огонек) però fins a la dècada de 1960, el seu treball va ser prohibit i amagat en un arxiu. Acusada de distorsionar la veritat, amb les seves fotografies de l'alliberament del camp de Petrozavodsk, Sankó va ser exonerada quan 20 anys després de la guerra, va tornar a la República de Carèlia i es va trobar un dels nens que havia fotografiat al camp. Després de la publicació de "Claudia, 20 anys després", el seu arxiu es va obrir el 1966 i Sankó va participar en nombroses exposicions fotogràfiques al país i a l'estranger. Se li va concedir l'Orde de l'Estrella Roja. Sankó va morir a Moscou el 1981.

## Llegat
AAlmenys una de les seves imatges, "Presoners del feixisme", es va utilitzar com a prova en els judicis de Nuremberg. El 1966, a l'exposició internacional "Interpressphoto-66" de Moscou, Sanko rebé medalles d'or per a cadascuna de les seves fotos de "Presoners del feixisme" i "Vint anys després". Dos anys més tard, en una exposició a París, les seves fotografies de l'alliberament de Petrozavodsk reberen el Gran Premi. El 1981, Sanko va ser guardonat amb el títol de "Ciutadana Honorària de la Ciutat de Gdov" per les seves fotografies que documenten la devastació de la ciutat el 1944 i el seu alliberament de l'ocupació nazi.
El do de Sankó no era fotografiar la guerra, sinó els resultats de la batalla sobre els mateixos soldats, el paisatge, o els no combatents. Tot i ser en la seva major part desconeguts a Occident, els fotògrafs i les obres dels reporters gràfics soviètics van començar a fer la seva via des de darrere del Teló d'acer en la dècada del 1990. El 1996, la casa de subhastes Christie's a Nova York va vendre 279 còpies de 24 fotògrafs, entre ells Sankó, a un col·leccionista de San Francisco. Dues de les fotografies de Sankó, una que mostra les botes de soldats alemanys caiguts i coberts de neu, i una altra titulada "Primavera a Ucraïna" (1943), que mostrava un camp idíl·lic en el qual un soldat alemany ferit de mort jeia a la gespa amb el seu casc, es descriuen en detall en un article publicat a The New York Times.